# دهمین اجلاس بریکس
دهمین اجلاس بریکس (انگلیسی: 10th BRICS summit) اجلاس سالانه گروه بریکس بود که با حضور سران کشورهای عضو برزیل، روسیه، هند، چین و آفریقای جنوبی در سال ۲۰۱۸ و در شهر ژوهانسبورگ، آفریقای جنوبی برگزار شد. آفریقای جنوبی برای دومین بار میزبان این اجلاس سالانه بود.

## دستاوردها
نشست ۳ روزه رهبران کشورهای عضو بریکس با ۵ دستاورد کلیدی به پایان رسید. رهبران این گروه توافق کردند تا با ایجاد کمیته‌های مشترک، همکاری‌های خود در زمینه انرژی، کشاورزی و گردشگری را افزایش دهند و متعهد به اهداف و اصول توسعه پایدار باشند. همچنین آنها با برگزاری دومین کنفرانس بریکس پلاس با هدف توسعه روابط تجاری با قدرت‌های نوظهور اقتصادی و کشورهای آفریقایی موافقت کردند.

## شرکت کنندگان

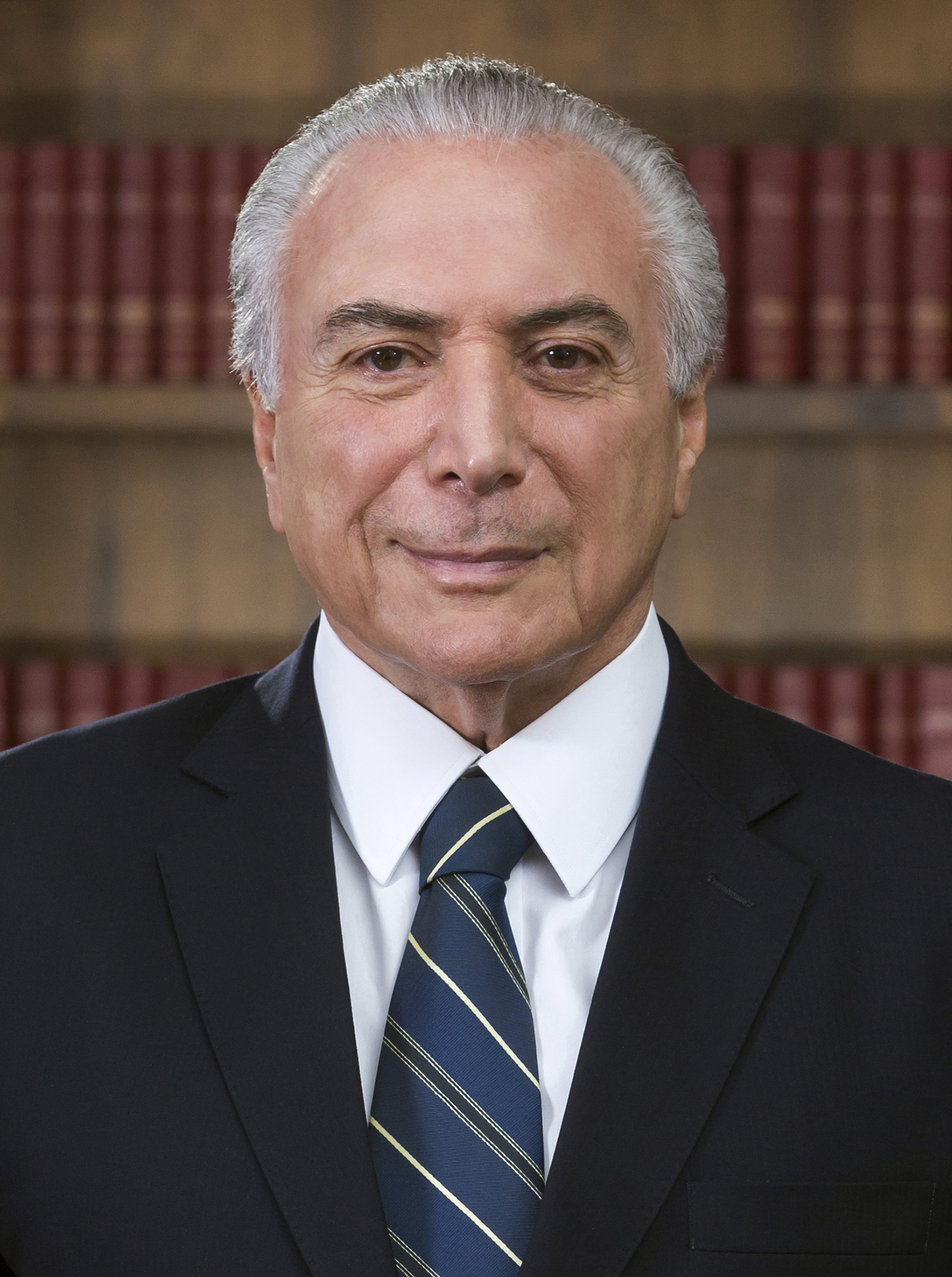
BRA میشل تمر، رئیس‌جمهور
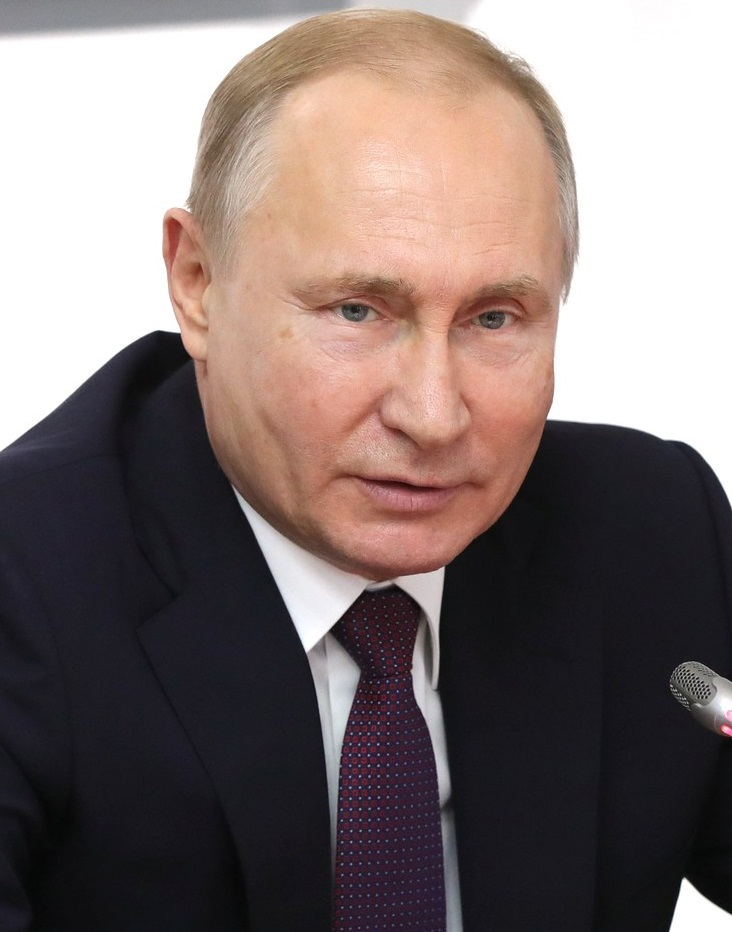
RUS ولادیمیر پوتین، رئیس‌جمهور
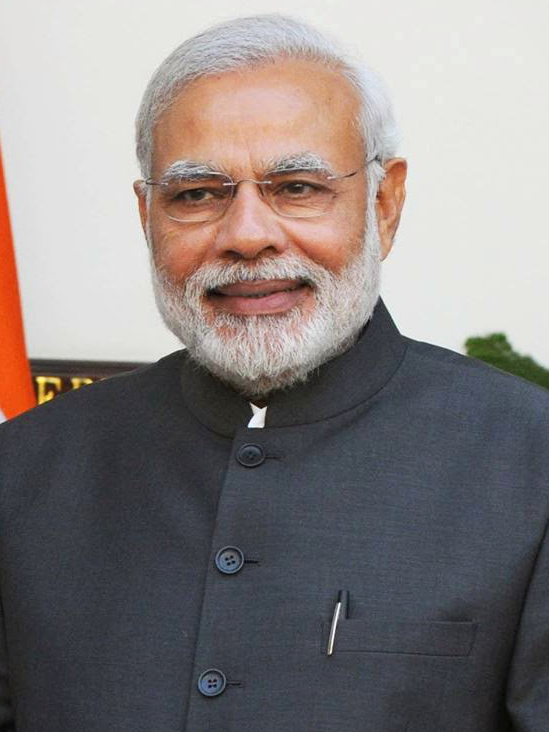
IND نارندرا مودی، نخست‌وزیر
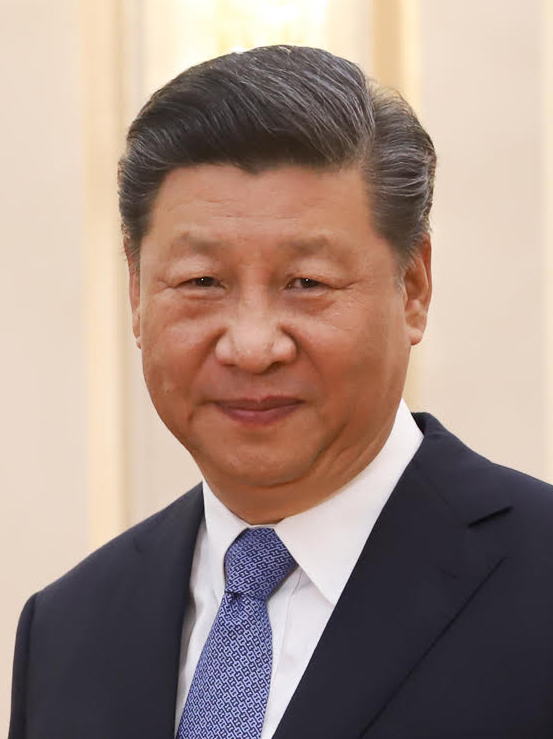
CHN شی جین پینگ، رئیس‌جمهور
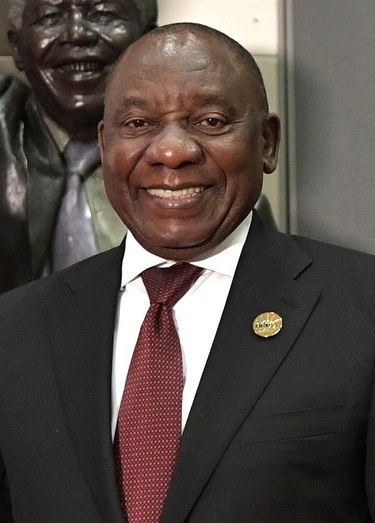
SAF سیریل رامافوسا، رئیس‌جمهور (میزبان)

- برزیل
میشل تمر، رئیس‌جمهور
- روسیه
ولادیمیر پوتین، رئیس‌جمهور
- هند
نارندرا مودی،  نخست‌وزیر
- چین
شی جین پینگ، رئیس‌جمهور
- آفریقای جنوبی
سیریل رامافوسا، رئیس‌جمهور (میزبان)